# Paul Prien
Paul Prien (* 10. Januar 1885 in Magdeburg; † 26. Dezember 1958 in Karl-Marx-Stadt) war ein deutscher Politiker (SPD/SED) und Redakteur verschiedener Zeitungen.

## Leben
Der Kaufmannssohn Prien arbeitete nach dem Abitur in der Justizverwaltung. Er wurde 1907 Mitglied der SPD und quittierte den Staatsdienst. Von 1908 bis 1919 war er Redakteur der sozialdemokratischen Brandenburger Zeitung, anschließend  Mitarbeiter beim Hamburger Echo. Von 1921 bis 1928 war er Redakteur des Volksblatts für Anhalt in Dessau, von 1928 bis zum Verbot aller sozialdemokratischen Zeitungen durch die Nationalsozialisten Redakteur der Volksstimme. 1933 wurde Prien zeitweilig verhaftet. Während der NS-Herrschaft stand Prien beständig unter Polizeiaufsicht.
Nach Kriegsende 1945 war er ein führendes SPD-Mitglied in Chemnitz und arbeitete wieder für die sozialdemokratische Volksstimme. Prien war an der Vorbereitung zur Vereinigung von SPD und KPD zur SED aktiv beteiligt. Seit 1946 Mitglied der SED war er gemeinsam mit Horst Sindermann bis 1952 gleichberechtigter Chefredakteur der Volksstimme als SED-Organ für Chemnitz und Umgebung.